# آشیکاگا یوشیمی
آشیکاگا یوشیمی (به ژاپنی: 足利 義視 Ashikaga Yoshimi)

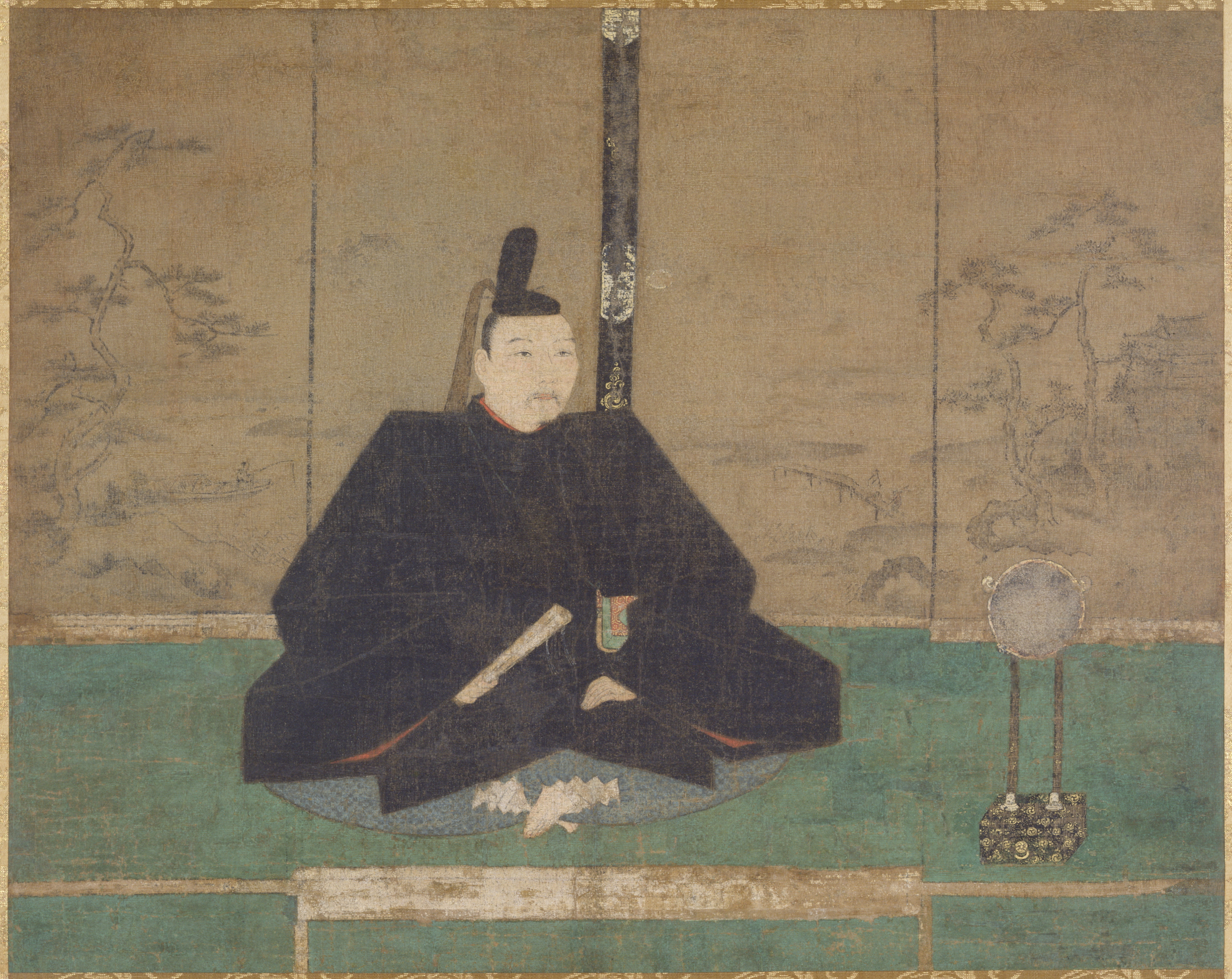
تصویر برادر بزرگ آشی کاگا یوشیمی بنام شوگون آشی‌کاگا یوشی‌ماسا

(۱۴۳۹–۱۴۹۱) برادر کوچکترِ هشتمین شوگون در شوگون‌سالاری آشی‌کاگا بود. برادر بزرگ او آشی‌کاگا یوشی‌ماسا نخست چون فرزندی از خود نداشت، برادر کوچکتر خود آشیکاگا یوشیمی را به عنوان جانشین انتخاب کرد اما سال بعد همسرش فرزند پسری به دنیا آورد و او پسر خود را به جانشینی برگزید. بر سر مسئلهٔ جانشینی بین او و برادرش اختلاف درگرفت و در نهایت این اختلاف به جنگ اونین منجر شد.